# Asosa
Asosa (prije znana kao Akoldi) je grad na zapadu Etiopije, upravno sjedište Regije Benišangul-Gumuz u zoni Asosa. Asosa je udaljena 450 km od Adis Abebe u smjeru zapada, tik do granice sa Sudanom, ima 20,226 stanovnika.
Grad ima zračnu luku (IATA kod HASO, ICAO kod HASO) s betonskom pistom dimenzija 1950 × 46 m.

## Povijest
Grad su oslobodile od talijanske okupacije, jedinice iz Belgijskog Konga 11. ožujka 1941., pritom su zarobivši 1,500 talijanskih vojnika
Gradonačelnik Asose, Ahmed Khalifa, pobjegao je 7. srpnja 2007. u sudanski grad Ad-Damazin. Njega je središnja etiopska vlada optužila da u dosluhu sa Sudanom želi pripojiti dio teritorija Etiopije Sudanu. Sudan je sve optužbe na račun Khalife odbacio, i ne želi ga isporučiti Etiopiji, zbog tog su odnosi između dvije zemlje postali izuzetno zategnuti.